# Vox populi
Vox populi, vox Dei (łac. „głos ludu (jest) głosem Boga”) – popularna sentencja wyjęta z „Listu do Karola Wielkiego”, napisanego przez anglosaskiego mnicha, teologa i filozofa Alkuina.
Zgodnie z nią jednomyślna zgoda ludu była znakiem bożej woli. Praktyka ta pojawiała się we wczesnym chrześcijaństwie przy wyborze biskupów i papieży, a także przy kanonizacji.